# 恐龙国家纪念公园
恐龙国家纪念公园（Dinosaur National Monument），或译国立恐龙公园，是一个美国國家紀念區，位于猶因塔山脈的东南侧、科罗拉多州和犹他州边界、格林河和扬帕河交汇处。大部分公园位于科罗拉多州莫弗特縣，但恐龙采石场（Dinosaur Quarry）位于犹他州詹森北部。离它最近的镇是科罗拉多州恐龙，而最近的市是犹他州韦纳尔。
它于1915年建立，以保护恐龙采石场，1938年范围扩大。该公园拥有800多个古生物遗址，拥有大量的恐龙化石。

## 地质

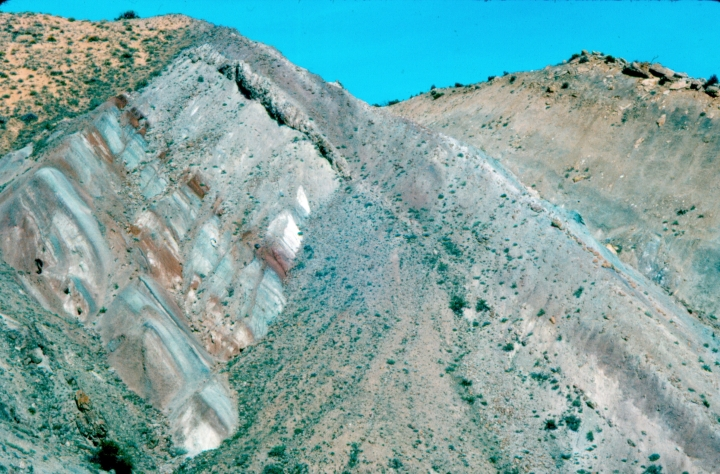
莫里遜層多彩的岩床

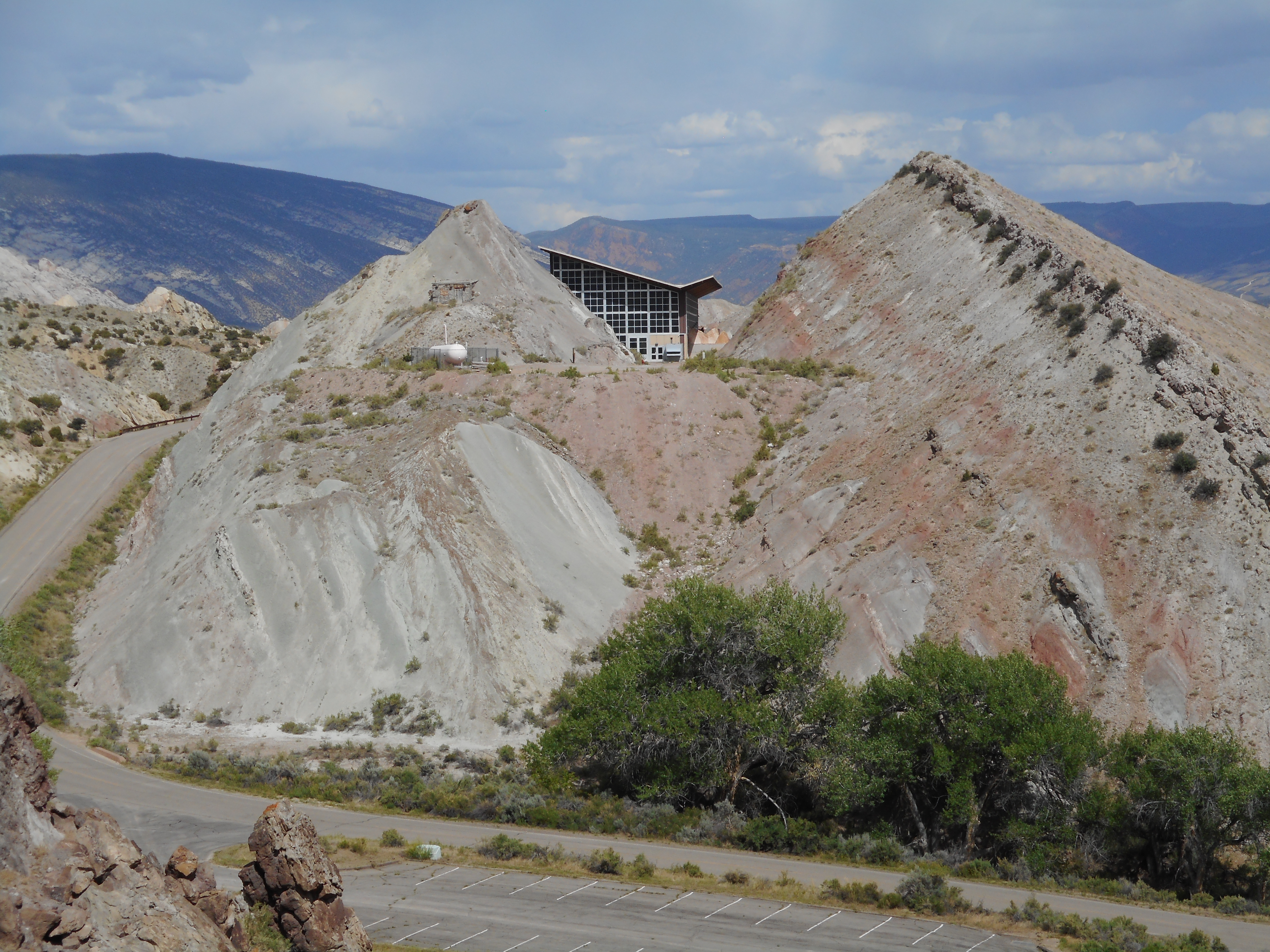
采石场游客中心

包围化石的是侏罗纪莫里遜層河床形成的砂岩和砾岩，距今约1.5亿年。在拉腊米造山运动期间，这些岩石被抬出地面，形成猶因塔山脈。

## 历史

### 弗里蒙特人
弗里蒙特人在公元200至1300年间居住在这里。他们没有建造大型永久性住宅，而是住在岩洞等天然遮蔽物里。弗里蒙特文化为何消失尚不清楚，他们留下了不少有人类和动物形象的岩画和象形文字，现在在公园内还能看到。

### 恐龙

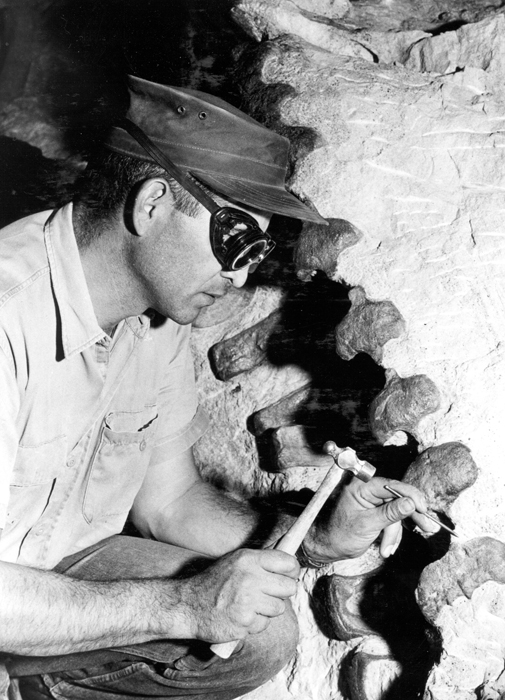
古生物学家在恐龙采石场发掘化石

这里的恐龙化石床于1909年由在卡內基自然史博物館工作的古生物学家厄尔·道格拉斯发现。他和他的团队挖掘了数千块化石，并将它们运回匹兹堡的博物馆进行研究、展示。
伍德罗·威尔逊总统于1915年宣布这里成为国家纪念区。其面积在1938年从原来的80英畝（0.32平方）扩张到210,844英畝（853.26平方）。
1950年代初期，美国垦务局计划在科罗拉多河上建造10座水坝，其中之一将位于恐龙公园中部的回声公园（Echo Park）。这引起人民反对，塞拉俱乐部的大卫·布劳尔和荒野协会的霍华德·扎尼泽领导了一场全国运动，以保护公园。